# Naturdenkmal Eiche im Misburger Wald (H 220)
Das Naturdenkmal Eiche im Misburger Wald (H 220) steht als Überhälter inmitten des Misburger Waldes im hannoverschen Stadtteil Misburg in der Nähe des Wietzegrabens. Sie wurde am 28. Dezember 1937 zum Naturdenkmal erklärt und wird unter der Nummer ND-H 220 (früher ND-HS 11) geführt. Der Baum ist nach seiner Art eine Stieleiche (Quercus robur).
Der Heimatforscher Anton Scholand berichtete 1937 zeittypisch, die Eiche werde im Volksmund auch „Kaisereiche“ genannt. Sie habe „einen Umfang von nahezu 5 m und der Kubikinhalt des Stammes bis zum Beginn der Baumkrone dürfte schätzungsweise an 11–12 Festmeter herankommen“.
Der Landkreis Hannover stellte den Baum im Jahr 1938 unter der Nummer ND-HS 11 unter Schutz. Die nach dem Niedersächsischen Kommunalverfassungsgesetz inzwischen für die Aufgaben der unteren Naturschutzbehörde zuständige Region Hannover ordnete die Naturdenkmale für ihr Gebiet im Jahr 2010 neu, hob die bisherigen Verordnungen der Kommunen auf, erließ für die meisten der bisherigen Naturdenkmale eine neue (Sammel-)Verordnung und begründete die Unterschutzstellung dieses Baumes in der neuen Verordnung mit dieser Beschreibung:
Stieleiche, die zusammen mit einer weiteren Eiche als alter Überhälter in einem sonst jüngeren Bestand steht. Knorriger alter Baum, dessen Krone wegen seines Standorts mitten im Wald nie beschnitten wurde.
und nannte als Schutzzweck
Der Baum wird wegen seines Alters und seiner Schönheit geschützt.
Den Standort beschreibt die Verordnung:
Im Misburger Wald, Südostecke der Abteilung 86, in der Nähe einer Wegekreuzung und einer Querung des Wietzegrabens.
und nennt diese Flurdaten:
Hannover, Misburg, Flur 4, Flurstück 10/2.
Vor der Eiche ist eine kleine Informationstafel aufgestellt mit folgendem Text:
Eiche (Quercus robur), ca. 320 Jahre alt, ca. 38 m hoch, Stammumfang 5,80 m, Kronenbreite ca. 20 m. Zum Naturdenkmal erklärt am 28. Dez. 1937.
Die Eiche steht in einem dem Land Niedersachsen gehörenden Staatsforst.
Wenige Meter entfernt ist eine weitere Eiche als Naturdenkmal ausgewiesen, nämlich das Naturdenkmal Eiche im Misburger Wald (H 222).  Dieser Baum steht näher am Wietzegraben als sein etwas größerer Nachbar.